# 东方豹鲂鮄
东方豹鲂鮄（学名：Dactyloptena orientalis）为輻鰭魚綱鮋形目飛角魚亞目飛角魚科豹鲂鮄属的鱼类，俗名蜻蜒角、盖丝文、飞龟鱼、飞虎、飞角鱼。分布于印度、南洋群岛、日本南部及夏威夷群岛以及中国南海、台湾海峡等海域，属于热带及亚热带稍小型海鱼，棲息深度1-100公尺，體長可達40公分，棲息在沙底質底層水域、已甲殼類、雙殼貝及小魚等為食，可做為食用魚及觀賞魚。该物种的模式产地在印度洋。
其种加词“orientalis”意为“东方的”。